# Рясной Василь Степанович
Васи́ль Степа́нович Рясно́й (Рясний у деяких публікаціях українських авторів; 7 (20) березня 1904 , Самарканд, Самаркандська область, Туркестанське генерал-губернаторство, Російська імперія  — 12 грудня 1995 , Москва ) — радянський діяч органів внутрішніх справ та держбезпеки, генерал-лейтенант (09.07.1945). З 1943 до 1946 року — нарком внутрішніх справ УРСР. Керував депортацією українців з західних регіонів України до Сибіру. Кандидат у члени ЦК КПРС у 1952—1956 роках. Депутат Верховної Ради СРСР 2-го скликання.

## Біографія
Народився в 1904 році в Самарканді (Російська імперія) в родині конторника колійного господарства залізниці. З серпня 1911 по травень 1914 року навчався в трикласній залізничній школі в Теджені. У січні 1920 року закінчив 4 класи вищого початкового (залізничного технічного) училища в Ашхабаді.
У січні 1920 року вступив добровольцем до Червоної армії. З січня по червень 1920 року служив журналістом у політвідділі 1-ї армії Закаспійського фронту в Ашхабаді. У червні 1920 — лютому 1921 року — журналіст повітового військкомату в Теджені. З лютого по травень 1921 року — діловод повітового продовольчого комітету в Теджені.
У червні — грудні 1921 року — діловод ЦК Комуністичної спілки молоді (комсомолу) Туркестану в Ташкенті. У січні 1922 — січні 1923 року — відповідальний секретар Тедженського повітового комітету комсомолу в Туркменській РСР. У квітні 1922 року вступив до РКП(б).
З лютого по травень 1923 року — голова комісії допомоги голодуючим Тедженського повітового виконавчого комітету. У червні 1923 — січні 1924 року — завідувач організаційного відділу Тедженського повітового комітету КП(б) Туркменії. У лютому 1924 — грудні 1925 року — заступник голови виконавчого комітету Серахської районної ради Туркменської РСР. У січні — жовтні 1926 року — завідувач організаційної частини виконавчого комітету Мервської окружної ради Туркменської РСР.
З жовтня 1926 по березень 1927 року — червоноармієць 8-го залізничного полку в Ашхабаді.
У квітні — жовтні 1927 року — завідувач організаційного відділу Іолотанського районного комітету КП(б) Туркменії. У листопаді 1927 — серпні 1928 року — завідувач організаційного відділу Ашхабадського районного комітету КП(б) Туркменії. У серпні 1928 — лютому 1930 року — завідувач організаційного відділу Мервського районного комітету КП(б) Туркменії. У березні — серпні 1930 року — завідувач організаційного відділу Керкінського окружного комітету КП(б) Туркменії. У вересні 1930 — травні 1931 року — завідувач організаційного відділу Байрам-Алійського районного комітету КП(б) Туркменії.
З червня 1931 по квітень 1933 року навчався у Всесоюзній промисловій академії імені Сталіна в Москві, закінчив два курси. 
З 1933 до 1937 року перебував на радянській і партійній роботі в Сталінградському краї: з квітня 1933 по березень 1935 року — начальник політичного відділу Лемешкінської МТС, з квітня 1935 по січень 1937 року — 1-й секретар Лемешкінского, а потім Руднянського районних комітетів ВКП(б).
У січні 1937 року за партійним набором направлений на роботу в органи НКВС, до квітня 1937 року був прикріпленим стажером до 3-го відділу ГУДБ НКВС у Москві. У квітні — жовтні 1937 року — помічник начальника 4-го відділення 3-го відділу ГУДБ НКВС СРСР. З жовтня 1937 по 1938 рік — заступник начальника 4-го відділення 3-го відділу ГУДБ НКВС СРСР. У листопаді 1938 — жовтні 1939 року — заступник начальника 14-го відділення 3-го відділу ГУДБ НКВС СРСР. З жовтня 1939 по серпень 1940 року — начальник 14-го відділення 3-го відділу ГУДБ НКВС СРСР. З липня 1940 року — заступник начальника, а з січня по лютий 1941 року — начальник 1-го відділення 3-го відділу ГУДБ НКВС СРСР. З 27 лютого по 31 липня 1941 року — начальник 1-го відділення 1-го відділу 2-го управління НКДБ СРСР. В його обов'язки входило оперативне обслуговування німецьких представництв в Москві. Після початку німецько-радянської війни відповідав за інтернування німецьких дипломатів.
З 31 липня 1941 по 7 травня 1943 року — начальник УНКВС по Горьковській області РРФСР. 7 травня — 29 липня 1943 року — начальник УНКДБ по Горьковській області.
З 29 липня (офіційно з 25 жовтня) 1943 по 29 січня 1946 року — народний комісар внутрішніх справ УРСР. Керував депортаціями з західних регіонів України до Сибіру.
20 вересня 1944 року написав доповідну записку секретарю ЦК КП(б) України Дем'яну Коротченку, в якій запропонував на базі 1-ї Української партизанської дивізії СРСР Сидора Ковпака сформувати нові загони. За твердженням кандидата історичних наук, старшого наукового співробітника Інституту українознавства ім. І. Крип'якевича НАН України Юрія Зайцева, реалізація саме цієї ідеї привела до влиття всього особового складу дивізії, якою на той момент командував Петро Вершигора, до спецгруп та загонів НКВС..
З 15 січня 1946 по 24 лютого 1947 року — 1-й заступник народного комісара (з 22 березня 1946 р. — міністра) внутрішніх справ СРСР, з 24 лютого 1947 по 14 лютого 1952 року — заступник міністра внутрішніх справ СРСР. Курував підрозділи по боротьбі з бандитизмом і шпигунством, будівництво найбільших гідротехнічних споруд — Волго-Донського каналу, Куйбишевської і Сталінградської ГЕС та ін.
14 лютого 1952 — 11 березня 1953 року — заступник міністра державної безпеки СРСР. Одночасно, з 15 лютого 1952 по 5 січня 1953 року — начальник 2-го головного управління МДБ СРСР.
У 1952 році на XIX з'їзді КПРС був обраний кандидатом у члени ЦК КПРС. Наприкінці 1952 року — член Комісії ЦК КПРС з організації ГРУ МДБ. З 5 січня по 11 березня 1953 року — начальник Управління контррозвідки всередині країни ГРУ МДБ СРСР. З 12 березня по 28 травня 1953 року керував Другим головним управлінням (зовнішньою розвідкою) МВС СРСР.
28 травня 1953 — 30 березня 1956 року — начальник Управління МВС СРСР по місту Москві і Московській області та член колегії МВС СРСР.
У березні 1956 року «за незадовільне керівництво органами міліції міста Москви» відсторонений від роботи, виведений з колегії МВС СРСР і звільнений у запас. У липні 1956 року формулювання звільнення була змінене на «вважати звільненим за фактами, що дискредитують звання офіцера».
У 1956—1958 роках — начальник будівництва Волго-Балтійського каналу. З 1958 до 1988 року працював начальником тресту в системі дорожнього будівництва в Москві. У 1988 році вийшов на пенсію.
Помер 12 грудня 1995 року в Москві.

## Депортація українців
У книзі Фелікса Чуєва з посиланням на генерала Рясного наведено текст так званого наказу № 0078/42, відомого з нацистської пропагандистської листівки, екземпляр якої зберігається в Центральному державному архіві громадських об'єднань України, та вперше оприлюдненої з купюрами в газеті «Літературна Україна» 27 березня 1992 року. У газетній публікації було допущено помилку. Замість «вислати у віддалені краї Союзу РСР», було надруковано «вислати в окремі краї Союзу РСР». Текст у книзі містить таку ж помилку, що дає підстави вважати, що Фелікс Чуєв використав або газетну публікацію, або її пізніший передрук. 
«Він [наказ] був виконаний частково, — говорить Рясной, — і я мав до цього безпосереднє відношення. Мені цей наказ привіз з Москви один із заступників наркома внутрішніх справ. І було сказано, що за активну діяльність проти Червоної Армії з боку Оунівців, виступи „боївок“, за вороже ставлення до російського народу товариш Сталін наказав виселити всіх українців до відомої матері, а конкретніше — у Сибір. Я намітив найактивніших ворогів російського народу і радянської влади — досвідчених вовків. Кілька ешелонів мої молодці заповнили та відправили. Але потім цей наказ раптом зупинився. У чому справа, спершу я не знав, і ніхто не знав. Щось сталося між українськими начальниками і нашими справжніми керівниками, виникли розбіжності, чи варто цією справою займатися».

## Звання
- старший лейтенант державної безпеки (23.04.1937)
- капітан державної безпеки (9.08.1940)
- майор державної безпеки (6.09.1941)
- комісар державної безпеки (14.02.1943)
- комісар державної безпеки 3-го рангу (2.01.1944)
- генерал-лейтенант (9.07.1945)

## Нагороди
- два ордени Леніна (20.09.1943, 19.09.1952)
- два ордени Червоного Прапора (10.04.1945, 24.08.1949)
- орден Кутузова ІІ ст (20.10.1944)
- орден Трудового Червоного Прапора (3.06.1942)
- два ордени Червоної Зірки (28.11.1941, 24.11.1942)
- орден «Знак Пошани» (26.04.1940)
- медаль «За бойові заслуги»
- медаль «За перемогу над Німеччиною у Великій Вітчизняній війні 1941—1945 рр.»
- медалі
- «Почесний працівник ВНК—ДПУ (XV)» (9.05.1938)